# Лейбсон, Лев Германович
Лев Германович Лейбсон (22 октября 1900, Пинега, Архангельская губерния — 22 мая 1994, Санкт-Петербург) — советский учёный, физиолог и эндокринолог. Основатель эволюционной эндокринологии, онтогенетического направления в эволюционной физиологии, а также лаборатории молекулярной эндокринологии Института эволюционной физиологии и биохимии имени И. М. Сеченова.

## Биография
Родился 22 октября 1900 года в уездном городе Пинега Архангельской губернии, в семье карпогорского сельского врача Хонона Михелевича (Михайловича) Лейбсона, который был вскоре назначен пинежским уездным врачом. В 1907 году семья переехала  в Архангельск, где отец после годичной стажировки за рубежом стал ординатором больницы Приказа общественного призрения. 
В 1920 году, через два года после окончания Архангельской Ломоносовской губернской мужской гимназии, Л. Г. Лейбсон поступил в Петроградский медицинский институт (ныне СПбГМУ). Лекции по физиологии студентам  читал профессор Л. А. Орбели. Как потом писал Лейбсон, «на мою долю выпало великое счастье с молодых лет испытать силу притяжения Леона Абгаровича, его идей и его замечательной личности». Увлечённый идеями Орбели, с третьего курса Лев Лейбсон начал выполнять экспериментальную работу на кафедре и отдавал этой работе все своё время и силы. Этому не могли помешать даже тяжелейшие условия, в которых проходила работа: неотапливаемые помещения, нехватка корма для животных, с которыми исследователям приходилось делиться из своего скудного пайка. В результате в 1924 году была опубликована первая работа Льва Лейбсона «К вопросу о непосредственной зависимости деятельности почек от одноимённых надпочечников».
После окончания института в 1926 году Л. Г. Лейбсон поступил в аспирантуру Государственного института физического образования имени П. Ф. Лесгафта, в которой под руководством Орбели выполнил ряд работ, в частности по выяснению физиологической роли органических кислот. Параллельно с этим Лейбсон занимался педагогической деятельностью на кафедре физиологии своей alma mater вместе с А. Г. Гинецинским, с которым их на долгие годы скрепила дружба. Записки, которые они составляли к занятиям, выросли в практический курс физиологии, который был издан под редакцией Орбели в 1933 году.
В 1929 году по просьбе директора Ленинградского областного научно-практического института охраны здоровья детей и подростков Орбели организовал физиологическую лабораторию, помощником по организации и руководству которой стал Лейбсон. Лаборатория возникла с целью создания теоретической и экспериментальной базы для практических рекомендаций врачам в борьбе за здоровье детей. Постановление правительства о политехнизации школы, вышедшее в 1931 году, и повысившийся в связи с этим интерес к изучению возрастных особенностей физиологии явились дополнительными факторами, сопутствовавшими активной разработке этой области. Таким образом, в новой лаборатории начали производиться исследования по физиологии развивающегося организма как на животных, так и на детях, и был заложен фундамент онтогенетического направления эволюционной физиологии. Работы в частности велись по изучению развития моторной коры, терморегуляции, регуляции метаболизма у животных. У детей определяли энергетические потребности организма, изучали физиологические аспекты развития трудовых навыков. 
В 1934 году по совокупности трудов Л. Г. Лейбсону была присвоена степень кандидата биологических наук.
В это время был организован Всесоюзный институт экспериментальной медицины, в котором Л. А. Орбели создал отдел эволюционной физиологии. На должность заведующего лабораторией физиологии развития был приглашён Лев Лейбсон. Первое время у отдела отсутствовали свои помещения, поэтому работа по-прежнему проводилась в ОЗДиП. Исследования, проводимые в этот период, связаны с изучением нервно-мышечного прибора в процессе эмбрионального развития. В 1935 году в связи с загруженностью Орбели он передал руководство лабораторией в ОЗДиП также Лейбсону. В этом же году произошло знаменательное событие — XV Международный конгресс физиологов в Ленинграде и Москве. Лейбсон принял в нём активное участие и заведовал справочно-информационным бюро.
В 1936 году началась полноценная работа в построенных зданиях ВИЭМ в Колтушах. В этот период в лаборатории Лейбсона шла целенаправленная работа на новом ключевом объекте исследований — курином эмбрионе. Интерес к данному объекту был связан с отсутствием влияний на развитие эмбриона со стороны материнского организма. В частности, проводилась работа по изучению влияния недостатка кислорода на развитие эмбрионов и определялись некоторые параметры обмена веществ.
С началом Великой Отечественной войны в 1941 году в тяжёлом состоянии (дистрофия и развившаяся инфекция) Лейбсон был эвакуирован в Казань, куда были переведены физиологические институты Академии наук. После выздоровления работал в госпиталях 48-го эвакопункта и читал лекции врачам. В этот период проводились исследования по изучению регуляции содержания сахара в крови при боевых поражениях мозга, определялось содержание молочной кислоты и глюкозы в спинномозговой жидкости при септическом менингите, возникшем на почве мозговой травмы. В эти трудные времена одно за другим произошли несчастья в личной жизни Льва Германовича. В первый год блокады Ленинграда от болезней и истощения умерли его мать и отец. В Минеральных Водах от рук нацистов погибла сестра, ассистент кафедры физиологии эвакуированного Педиатрического института.
В 1944 году после снятия блокады Лейбсон возвратился в Ленинград и вместе с другими сотрудниками занялся восстановлением разрушенной базы институтов и жилых зданий. Вскоре возобновилась научная работа в Колтушах и Институте Павлова. Однако в 1948 году была организована печально известная сессия ВАСХНИЛ, после которой школа Орбели была подвергнута резкой критике на расширенном заседании Президиума Академии наук. Ситуация обострилась в 1950 году, когда прошла научная сессия, посвященная проблемам физиологического учения академика Павлова, организованная АН и АМН СССР. Последовавшее за этим увольнение Орбели со всех должностей в АН СССР сказалось и на его учениках, в том числе и на Лейбсоне. В этом же году лабораторию Л. Г. Лейбсона закрыли, уволили его жену, младшего научного сотрудника Р. С. Лейбсон. Льва Германовича не сократили, но при этом перевели на должность старшего научного сотрудника и лишили квартиры в Колтушах. Благодаря настойчивости Лейбсона, который обратился в суд, приказ об увольнении был отменён, хотя несколько последующих лет он и его семья находились в трудном материальном положении. В этих условиях в 1954 году он защитил докторскую диссертацию «О регуляции содержания сахара в крови во взрослом и развивающемся организме». В этом же году ему оказал поддержку и пригласил в свою лабораторию В. Г. Баранов. В ней Лейбсон занимался определением эстрогенов у беременных и рожениц, а также одним из первых использовал для этого химический метод и адаптировал его для клиники.
На волне начавшейся хрущевской оттепели в 1954 году произошла реабилитация многих научных направлений и школы Орбели в том числе. В результате этих благоприятных перемен в 1956 году был создан Институт эволюционной физиологии им. Сеченова, на заведование группой в котором пригласили Л. Г. Лейбсона. Группа затем была преобразована в лабораторию эволюции эндокринных функций.
На этой базе широким фронтом была развёрнута вся дальнейшая работа по изучению эндокринных функции в онтогенезе. Наряду с этим одной из первых лаборатория обратилась к исследованиям в филогенезе, активно продвигаемым ученицей Лейбсона Эрикой Михайловной Плисецкой.
В 1962 году вышла в свет фундаментальная монография  Лейбсона «Сахар крови», которая и на сегодняшний день остается актуальной. В результате этого идеи Льва Германовича получили признание не только на СССР, но и за границей. Подтверждением этому стало проведение усилиями лаборатории в 1975 году Международного симпозиума «Эволюция островковой ткани поджелудочной железы». Мероприятие хотя и являлось узкоспециализированным, собрало всех  ведущих специалистов в мире по данному направлению. Результаты симпозиума были опубликованы за рубежом, что стимулировало дальнейшее широкое распространение идей Льва Германовича. Одним из ключевых её положений явилась идея о том, что «мозг и вообще нервную систему нельзя ни противопоставлять эндокринной, ни сопоставлять с ней. В организме имеется единый коммуникативный, регуляторный и координационный аппарат, использующий два механизма: проводниковый и гормональный. Первый образуется только нервной тканью, второй — нервной и эпителиальной».
В последующий период началось активное внедрение в работу лаборатории новых биохимических и иммунологических методов и подходов, позволяющих лаборатории находиться на передовых рубежах эволюционной эндокринологии. Эти методические подходы создали базу для решения проблем сегодняшнего дня.
Немаловажным признанием писательского таланта Льва Германовича явилась возложенная на него задача биографического описания жизни и деятельности его учителя Леона Абгаровича Орбели. В 1973 году вышла книга с одноименным названием, в которой её автор сумел не только осветить деятельность Леона Абгаровича, но и показать становление всей школы эволюционной физиологии.
В течение последующих лет была опубликована написанная в соавторстве биография А. Г. Гинецинского (1985), с которым на протяжении многих лет Лейбсона связывала тесная дружба. В последние годы была опубликована книга о его отце «Врач русского севера», а также стихи Льва Германовича «Мой век», в которых отразилась вся его трудная и долгая жизнь.
Формально Л. Г. Лейбсон оставил заведование лабораторией в 1979 году, однако до последних дней он приходил в неё и продолжал работу. В 1980-х лаборатория перешла на новый уровень исследований, в результате чего название лаборатории изменилось, она стала лабораторией молекулярной эндокринологии.
Похоронен на Преображенском еврейском кладбище.

## Семья
- Отец — Хонон Михелевич (Герман Михайлович) Лейбсон (25 декабря 1870, Митава — 1942, Ленинград), выпускник Императорского Юрьевского университета (1896), во время гражданской войны служил старшим врачом 8-го Сибирского горного артиллерийского дивизиона в белых войсках Северного фронта, в ноябре 1918 года врач Архангельского почтово-телеграфного округа, с сентября 1919 года старший ординатор 1-го госпиталя в Архангельске[6]; в 1920-х годах в качестве начальника архангельского санитарного отряда Красного Креста выезжал в отдалённые районы Дальнего Востока и Манчжурию[4][7]. Мать — Павла (Песя) Яковлевна Лейбсон (в девичестве Шумахер, 1879, Либава — 1942, Ленинград)[8]. Родители заключили брак в Риге в 1898 году.
- Старший брат — Рафаил Германович Лейбсон (англ. Ralph Leibson, 1899—1986), выпускник Архангельской Ломоносовской губернской мужской гимназии[9], во время гражданской войны служил рядовым в белых войсках Северного фронта; в 1920 году находился в лагере Варнес в Норвегии, откуда эмигрировал в Англию[6] и позднее в США (жил в Нью-Йорке)[10].
- Сестра — Рахиль Германовна Лейбсон (1902, Пинега — ?), научный сотрудник Государственного океанографического института в Полярном (Мурманской области), кандидат наук; в 1933 году была арестована и выслана на поселение сроком на три года[11]. У Льва Лейбсона были также сёстры Эва (1904), Роза (бухгалтер) и Дина (1912).
- Жена — Ревекка Соломоновна Лейбсон (урождённая Барбанель), научный сотрудник Института физиологии имени И. П. Павлова АН СССР. 
  - Дочь — Нина Львовна Лейбсон (1933—2002), биолог-эволюционист, биохимик и гистолог, заведующая лабораторией сравнительной цитологии Института биологии моря имени А. В. Жирмунского ДВО РАН (ИБМ)[7].
  - Сын — Константин Львович Лейбсон (род. 1941), работал учителем алгебры и геометрии в ФМЛ № 239.